# Batrachuperus
Batrachuperus är ett släkte av groddjur som ingår i familjen vinkelsalamandrar.
Dessa salamandrar förekommer i Kina och norra Myanmar.
Arter enligt Catalogue of Life:
- Batrachuperus karlschmidti
- Batrachuperus londongensis
- Batrachuperus pinchonii
- Batrachuperus taibaiensis
- Batrachuperus tibetanus
- Batrachuperus yenyuanensis